# Staroměstští hasiči
Staroměstští hasiči je krátkometrážní, český dokumentární film Jana Kříženeckého z roku 1898. Jedná se o jeden z prvních českých filmů vůbec.

## Obsah filmu
Krátký, skoro minutový film zabírá pohled na běžný život, respektive na jízdu hasičskému vozu k požáru.